# Дроздовцы в огне
«Дроздовцы в огне» — воспоминания командира дроздовскими частями, а впоследствии последнего командира 3-й дроздовской дивизии генерал-майора ВСЮР Антона Васильевича Туркула, художественное воссоздание истории Гражданской войны. Написаны в эмиграции, впервые издавались как серия газетных очерков, позднее вышли как книга в литературной обработке Ивана Созонтовича Лукаша. Выдержали до настоящего времени много переизданий.

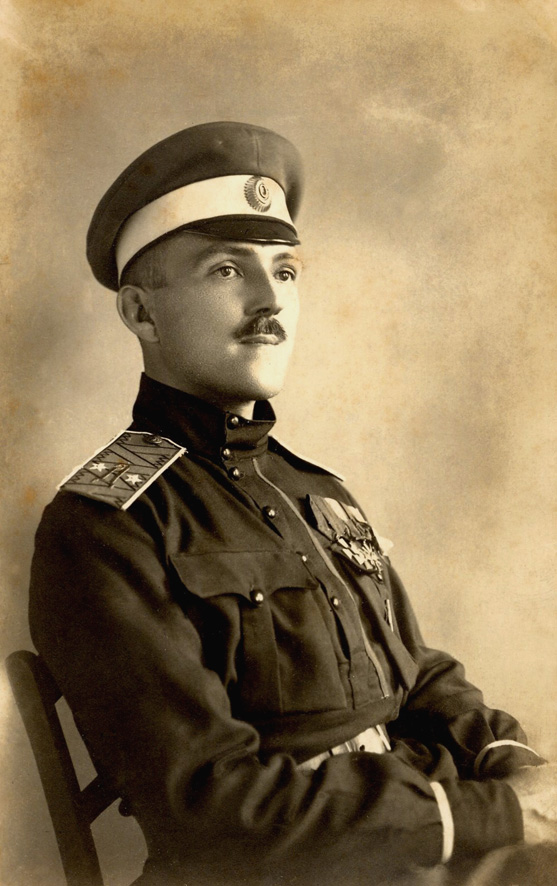
Антон Туркул

## История
В 1933 году парижская газета «Возрождение» начала публикацию рассказов из цикла «Дроздовцы в огне». В редакционном комментарии сообщалось 

начальник Дроздовской дивизии, генерал А. В. Туркул, восстанавливая в живых воспоминаниях свои походные заметки, уничтоженное по боевой случайности, к части этой обширной работы привлёк нашего сотрудника И. С. Лукаша… Генерал А. В. Туркул будет признателен за сообщение ему данных, способствующих восстановлению полноты исторической правды, и благодарит всех лиц, такие данные приславших
В 1937 году «Дроздовцы в огне» были впервые изданы отдельной книгой в Белграде, после чего, по воспоминаниям современников, стала настольной книгой русской эмиграции. В издании хронологически изложены события от Похода дроздовцев Яссы — Дон (март 1918) до Крымской эвакуации (ноябрь 1920) т. е. практически весь ход Гражданской войны в России на юге. Имеются ретроспекции на события Великой войны при описании отдельных лиц. Сам автор к изданию 1947 года охарактеризовал своё произведение не как воспоминания или исторический труд, а как «боевую правду о том, какими были в огне, какими должны быть и неминуемо будут русские белые солдаты». В 1948 года в Мюнхене вышло второе издание книги.

Неоднократно переиздавалась в журналах и отдельными книгами как на русском, так и на других языках.

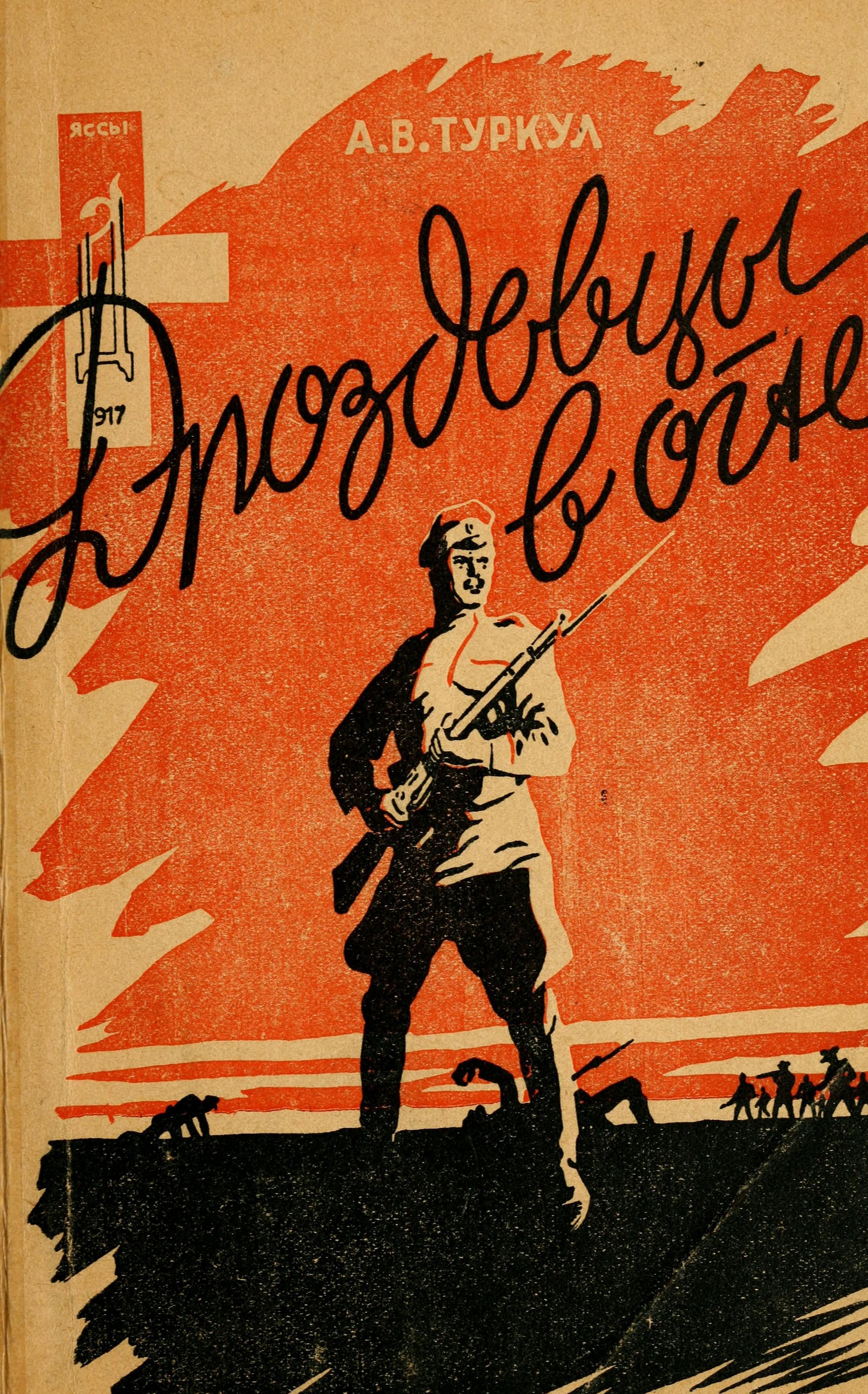
Обложка второго издания книги

## Отзывы и критика
Редактор журнала «Военная Быль» в предисловии к одной из публикаций заявил, что книга «Дроздовцы в огне» — это «больше Русская Литература, чем Русская История».
Д. И. Болотина в своей диссертации кандидата культурологии причислила работу А. В. Туркула «Дроздовцы в огне» к таким мемуарам (П. Н. Врангеля и др.), которые имеют «бесценную информацию» по теме добровольчества в годы Гражданской войны в России, как феномена культуры России.
По мнению публициста М. С. Сосницкой, «Дроздовцы в огне» — «это военная классика уровня „Записок о Галльской войне“ Юлия Цезаря».